# Nadav Lapid
Nadav Lapid, född 1975, är en israelisk filmregissör. Han vann Guldbjörnen vid filmfestivalen i Berlin 2019 och fick jurypriset vid filmfestivalen i Cannes 2021.

## Filmografi (i urval)
- 2011 – Ha-shoter
- 2014 – Haganenet
- 2019 – Synonymes
- 2021 – Ha'berech